# Manuel Vicuña Larraín
Manuel Vicuña y Larraín (Santiago, 20 de abril de 1778-Valparaíso, 3 de mayo de 1843) fue un religioso y parlamentario chileno, designado como el primer arzobispo de Santiago en 1840.

## Biografía

### Primeros años
Nació en Santiago el 20 de abril de 1778, hijo de Francisco de Vicuña e Hidalgo y de Carmen de Larraín y Salas, perteneciente al célebre clan de «Los Ochocientos». 
Estudió latín y filosofía en el Convictorio Carolino de Nobles, y teología en la Real Universidad de San Felipe, donde se graduó de bachiller en 1802.

### Ordenación y lucha independentista
En marzo de 1803 se ordenó sacerdote; apenas ordenado, se hizo capellán del templo de la Compañía, donde reunió una pequeña comunidad de eclesiásticos que daban conferencias sobre derecho canónico, liturgia, moral y teología.
En 1810, cuando comenzó el movimiento de la Independencia, Vicuña, siendo patriota y sobrino de Vicente y Joaquín Larraín, ambos sacerdotes que abrazaron ardientemente la causa patriota, no tomó partido por ninguno de los dos bandos. A raíz de la batalla de Chacabuco, fundó el asilo de san José para dar hospedaje a las clases más necesitadas.

### Obispo y arzobispo de Santiago
El destierro del obispo Rodríguez Zorrilla y el fracaso de la misión Muzi agravaron la crisis político-eclesiástica y en noviembre de 1827 el presbítero José Ignacio Cienfuegos se dirigió a Roma para tratar de obtener que el papa León XII nombrara un obispo en la sede de Santiago, vacante por el destierro de Rodríguez Zorrilla. 
El 22 de diciembre de 1828, el papa designó a Manuel Vicuña como vicario apostólico de Santiago y obispo titular de Cerán. El nombramiento fue aprobado por el gobierno de la diócesis que tuvo serias dificultades con el Cabildo eclesiástico. Finalmente, el 2 de julio de 1832, León XII nombró a Vicuña obispo titular de Santiago sin pedir consentimiento del gobierno, el cual se lo negó. De igual modo el presidente José Joaquín Prieto lo nombró miembro de la Gran Convención que preparó la Constitución de 1833. 
En agosto de 1836 se promulgó la ley que autorizaba al Ejecutivo para pedir a Roma la creación del arzobispado de Santiago y de los obispados de La Serena y Ancud. En marzo de 1838 se pidió a la Santa Sede el nombramiento de Vicuña, el cual le fue extendido por el papa Gregorio XVI el 23 de junio de 1840, siendo, en consecuencia, el primer arzobispo de Santiago. 
Falleció en Valparaíso el 3 de mayo de 1843.